# La tumba de las luciérnagas
La tumba de las luciérnagas (火垂るの墓 Hotaru no Haka?) es una película de animación japonesa producida por Studio Ghibli y dirigida por Isao Takahata. Fue la primera película dirigida por Takahata con Studio Ghibli y el tercer largometraje del estudio. Está basada en la novela homónima del autor Akiyuki Nosaka publicada en 1967, la cual, a su vez, se basa en las propias experiencias de Nosaka vividas durante la guerra. La película está protagonizada por Tsutomu Tatsumi, Ayano Shiraishi, Yoshiko Shinohara y Akemi Yamaguchi. Centrada en la ciudad de Kōbe, Japón, narra la dura historia de dos hermanos, Seita y Setsuko, y de su lucha desesperada por sobrevivir durante los últimos meses de la Segunda Guerra Mundial.
Aclamada por la crítica, La tumba de las luciérnagas fue considerada por el renombrado crítico cinematográfico Roger Ebert como una de las mejores y más poderosas películas sobre la guerra, quien en 2000, la incluyó en su lista de las mejores películas de todos los tiempos. Además, es considerada junto a La lista de Schindler de Steven Spielberg y El pianista de Roman Polanski, como una de las mejores películas antibelicistas de la historia, a pesar de que esta interpretación ha sido negada por el director.
El filme ha recibido dos adaptaciones en acción en vivo, una en 2005 y otra en 2008. La versión de 2005 cuenta con los actores Hōshi Ishida como Seita, Mao Sasaki como Setsuko y Nanako Matsushima como Hisako, la tía de los niños. La segunda adaptación cuenta con Reo Yoshitake como Seita, Rina Hatakeyama como Setsuko y Keiko Matsuzaka como la tía.

## Argumento

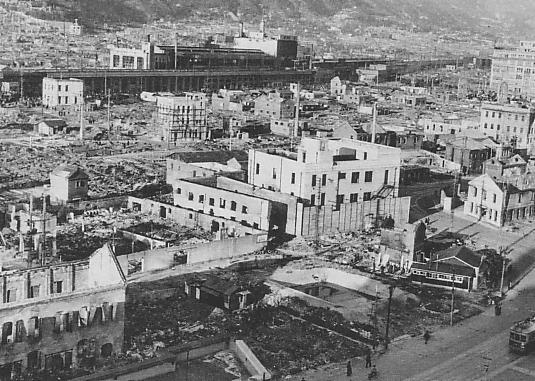
Bombardeos en la ciudad de Kōbe durante la Segunda Guerra Mundial.

La película comienza en la estación de tren de Sannomiya, el 21 de septiembre de 1945, poco después de la finalización de la Segunda Guerra Mundial. Seita, un niño indigente, agoniza en la estación mientras sostiene en sus manos una vieja lata de caramelos llena con una sustancia gris. Tras morir por inanición, el espíritu de Seita se encuentra con el de su pequeña hermana Setsuko y comienza a viajar por los lugares en los que vivió recordando los sucesos anteriores a su muerte.
En marzo de 1945 la aviación estadounidense somete las ciudades japonesas a continuos ataques aéreos. En uno de los bombardeos, la ciudad de Kōbe se convierte en un infierno humeante para Seita, de catorce años, y su hermana menor Setsuko, de cuatro, quienes son hijos de un oficial de la Armada Imperial Japonesa. Durante el apogeo de la guerra, ambos viven con su madre, pero un día y tras un bombardeo, ambos niños se retrasan y no consiguen llegar al búnker donde ella los espera. Son tomados desprevenidos por las bombas, las cuales rápidamente destruyen su vecindario y la mayor parte de la ciudad. Después del bombardeo, aunque ambos niños resultan ilesos, mientras buscan a su madre Seita la encuentra en la escuela, que ha sido convertida en un hospital de urgencia, malherida y con graves quemaduras en la totalidad de su cuerpo. 
Poco después, su madre muere y ambos hermanos se alojan en la casa de una tía, quien no los recibe con agrado y su indiferencia inicial pronto deja paso a un desprecio cada vez más evidente. Aunque Seita entregó a su tía todas las provisiones y posesiones valiosas que sus padres poseían, exceptuando la libreta de ahorros de la familia y una lata de caramelos para Setsuko, en poco tiempo aumentan los malos tratos por parte de la mujer, quien incluso les niega los alimentos que ellos mismos llevaron.
Posteriormente los dos hermanos deciden irse de la casa de su tía y vivir por su cuenta en un refugio antiaéreo abandonado en una colina de las afueras de la ciudad; allí pueden vivir con mayor desahogo y sin suponer un estorbo para nadie mientras todas las esperanzas del muchacho se enfocan en lograr contactar a su padre, quien comanda un acorazado en el Pacífico, e informarle su situación para poder reunirse.
Con el paso del tiempo las cosas no les van mejor; la comida escasea y no pueden esperar ningún tipo de ayuda, obligando a Seita a robar a los agricultores locales y saquear hogares durante los ataques aéreos, lo que le acarrea problemas cuando es descubierto y golpeado por un granjero furioso que lo entrega a la policía, quedando en libertad ya que el agente a cargo se apiada al ver que sólo es un chico que se está muriendo de hambre. 
Cuando nota que su hermana está presentando extraños síntomas, Seita consigue que un doctor la revise, descubriendo que la desnutrición de Setsuko está llegando a un punto crítico, por lo que decide retirar todos los ahorros familiares del banco para comprar comida con la cual su hermana se pueda recuperar; estando allí se entera no sólo de que Japón se ha rendido, sino también que la flota japonesa ha sido diezmada y el barco de su padre completamente destruido, lo que convierte a ambos niños en huérfanos.
Seita logra comprar comida mientras se desata un tifón sobre la ciudad y al regresar al refugio intenta hacer que Setsuko se alimente, sin embargo, el cuadro de la niña es tan avanzado que ha comenzado a desvariar y no tiene fuerzas para alimentarse por lo que esa noche muere en los brazos del muchacho. A la mañana siguiente, Seita coloca el cadáver de su hermana en una urna junto con las posesiones de la niña y la incinera, guardando posteriormente sus cenizas en la lata de caramelos; tras esto abandona el refugio para no volver nunca más.
En la época presente, el fantasma de Seita, aún sentado en la colina dónde cremó a su hermana, termina sus recuerdos con la llegada del ocaso, haciendo dormir al espíritu de su pequeña hermana mientras él observa la moderna ciudad de Kōbe iluminarse con la llegada de la noche.

## Producción

### Desarrollo
El autor Akiyuki Nosaka ha dicho que recibió muchas ofertas para crear una versión cinematográfica de La tumba de las luciérnagas." Sin embargo, Nosaka argumentó que "era imposible crear la tierra estéril y quemada que iba a ser la escena de fondo de la historia". También argumentó que los niños contemporáneos no serían capaces de interpretar de una manera convincente a los personajes protagonistas. Nosaka expresó su sorpresa cuando se le ofreció realizar una versión animada. Después de ver los guiones gráficos, Nosaka llegó a la conclusión de que no era posible que tal historia se hubiera hecho en cualquier método que no fuera animación, además, expresó su sorpresa ante la precisión con la que se describían los arrozales y el paisaje urbano.
Isao Takahata comentó que se vio obligado a realizar la película después de ver cómo el personaje principal, Seita, "era un personaje único de noveno grado en tiempos de guerra". Takahata explicó que cualquier historia de guerra, ya sea animada o no animada, "tiende a ser lacrimógena", y que los jóvenes desarrollan un "complejo de inferioridad" donde perciben a las personas en épocas de guerra como más nobles y más capaces de lo que son, por lo que la audiencia cree que la historia no tiene nada que ver con ellas. Takahata también argumentó que quería disipar esta mentalidad. Cuando Nosaka le preguntó si los personajes de la película estaban "divirtiéndose", Takahata respondió que claramente Seita y Setsuko tenían sus días "sustanciales" y que estaban "disfrutando de sus días". Para Takahata, Setsuko fue un personaje aún más difícil de animar que Seita, debido a que nunca antes había trabajado con una niña menor de cinco años. Takahata dijo que "cuando haces una película de un libro, Setsuko se convierte en una persona tangible", y dijo que los niños de cuatro años a menudo se vuelven más asertivos, egocéntricos y tratan de seguir sus propios caminos."

### Música
La música de la película fue compuesta por Michio Mamiya. El tema musical, «Home Sweet Home», fue interpretado por la soprano de coloratura Amelita Galli-Curci. El diálogo de la película forma parte de la banda sonora, ya que la música y el diálogo no están separados de ninguna manera.  Mamiya también es especialista en música barroca y clásica.
Durante una entrevista sobre su música, Mamiya declaró que crea su música para fomentar la paz. Las canciones de La tumba de las luciérnagas, así como otras piezas de Michio Mamiya, como Serenade No. 3 «Germ», expresan este tema.
El álbum de banda sonora titulado Grave of the Fireflies Soundtrack Collection (火垂るの墓 サウンドトラック集 Hotaru no Haka Saundotorakku Shū?) fue publicado por primera vez el 5 de abril de 1997, por Studio Ghilbi Records y Tokuma Japan Communications y posteriormente publicada el 25 de junio de 1988, por Animage.
La banda sonora no contiene música independiente y, en su lugar, presenta tanto diálogos como música tal y como aparecen en la película.
Otro álbum de banda sonora titulado Grave of the Fireflies Image Album Collection (火垂るの墓 イメージ・アルバム集 Hotaru no Haka Imeji Arubamu Shū?) fue publicado por primera vez el 5 de abril de 1997, por Studio Ghilbi Records y Tokuma Japan Communications, y posteriormente publicado el 25 de noviembre de 1987, por Animage.

Toda la música compuesta por Michio Mamiya. 
| Grave of the Fireflies Soundtrack Collection track listing |                                                                                               |          |  |
| N.º                                                        | Título                                                                                        | Duración |  |
| 1.                                                         | «Setsuko and Seita ~ Main Title» (節子と清太~メインタイトル; Setsuko to Seita ~ Mein Taitoru) | 2:57     |  |
| 2.                                                         | «The Burnt-out Area» (焼野原, Yake Nohara)                                                    | 6:51     |  |
| 3.                                                         | «Mother's Death» (母の死, Haha no Shi)                                                        | 6:34     |  |
| 4.                                                         | «Early Summer» (初夏, Shoka)                                                                  | 3:14     |  |
| 5.                                                         | «At the Shore of the Pond» (池のほとり, Ike no Hotori)                                        | 2:21     |  |
| 6.                                                         | «To the Ocean» (海へ, Umi e)                                                                  | 1:37     |  |
| 7.                                                         | «The Beach» (波打際, Namiuchigiwa)                                                            | 1:37     |  |
| 8.                                                         | «The Parasol» (日傘, Higasa)                                                                  | 2:26     |  |
| 9.                                                         | «Under the Cherry Blossoms» (桜の下, Sakura no Shita)                                         | 1:31     |  |
| 10.                                                        | «Drops» (ドロップス, Doroppusu)                                                               | 2:13     |  |
| 11.                                                        | «Moving» (引越し, Hikkoshi)                                                                   | 2:17     |  |
| 12.                                                        | «Older Brother, Younger Sister» (兄妹, Keimai)                                                | 2:15     |  |
| 13.                                                        | «Fireflies» (ほたる, Hotaru)                                                                  | 4:12     |  |
| 14.                                                        | «Grave of the Fireflies» (ほたるの墓, Hotaru no Haka)                                         | 1:46     |  |
| 15.                                                        | «Sunset Colors» (夕焼け, Yūyake)                                                              | 0:53     |  |
| 16.                                                        | «Scene of Carnage» (修羅, Shura)                                                              | 3:08     |  |
| 17.                                                        | «Elegy / Song of Sorrow» (悲歌, Hika)                                                         | 3:12     |  |
| 18.                                                        | «Two (People) ~ End Title» (ふたり~エンドタイトル, Futari ~ Endo Taitoru)                     | 8:52     |  |
| 58:13                                                      |                                                                                               |          |  |

| Grave of the Fireflies Image Album Collection track listing | |          |  |
| N.º                                                         | Título | Duración |  |
| 1.                                                          | «Firefly» (ほたる, Hotaru)                                                                                                  | 6:03     |  |
| 2.                                                          | «Episode I "Evening"» (Episode I「夜」, Episode I "Yoru")                                                                   | 2:02     |  |
| 3.                                                          | «Older Brother, Younger Sister» (兄妹, Keimai)                                                                              | 4:04     |  |
| 4.                                                          | «Another Air Raid, The War Continues» (戦争又は空襲, Sensō Mata wa Kūshū)                                                   | 4:02     |  |
| 5.                                                          | «Episode II "Setsuko"» (Episode II「節子」)                                                                                 | 1:12     |  |
| 6.                                                          | «Mother» (母, Haha) | 5:00     |  |
| 7.                                                          | «Hotaru» | 11:35    |  |
| 8.                                                          | «By the Side of the Brook (Twilight with Fireflies)» (小川のほとり(蛍のいる夕暮れ), Ogawa no Hotori (Hotaru no Iru Yūgure)) | 3:59     |  |
| 9.                                                          | «The Illusion of a Gentle Breeze and Red Parasol» (そよ風と赤い日傘の幻影, Soyokaze to Akai Higasa no Gen'ei)               | 4:52     |  |
| 10.                                                         | «Black Rain ~ Summer Grass» (黒い雨～夏草, Kuroi Ame~Natsukusa)                                                             | 6:37     |  |
| 49:26                                                       | |          |  |

## Temas y análisis
En su libro sobre la película, Alex Dudok de Wit calificó a "La tumba de las luciérnagas" como una "adaptación inusualmente personal" del cuento de Nosaka, ya que Takahata tuvo experiencias similares durante la guerra, aunque señaló que se desviaba significativamente en su representación de los niños como fantasmas en su secuencia de apertura, mientras que el cuento comenzaba inmediatamente con los niños perdiendo a su madre durante el ataque aéreo.
Algunos críticos en Occidente han visto a "La tumba de las luciérnagas" como una película antibélica debido a la representación gráfica y emocional de las perniciosas repercusiones de la guerra en una sociedad y los individuos que la componen. La película centra su atención casi por completo en las tragedias personales que genera la guerra, en lugar de intentar glorificarla como una lucha heroica entre naciones rivales. Destaca que la guerra es el fracaso de la sociedad a la hora de cumplir con su deber más importante: proteger a su propio pueblo.
Sin embargo, Takahata negó repetidamente que la película fuera una película contra la guerra. En sus propias palabras, "no es en absoluto un anime antibélico y no contiene absolutamente ningún mensaje de ese tipo". En cambio, Takahata tenía la intención de transmitir una imagen del hermano y la hermana viviendo una vida fallida debido al aislamiento de la sociedad e invocar simpatía, especialmente en personas adolescentes y veinteañeras. Takahata también describe al Japón de aquella época como "represivo", una época en la que En la vida social se aprobaba el "totalitarismo en su nivel más bajo". Takahata dijo que "Seita desafía ese totalitarismo e intenta construir una familia pura con Setsuko solo. ¿Es posible algo así? No, no es posible, así que deja morir a Setsuko. [...] Pero, ¿podemos criticarlo? La razón por la que nosotros, la gente moderna, podemos simpatizar fácilmente con Seita emocionalmente es porque los tiempos se han invertido. Si los tiempos se invierten de nuevo algún día, puede llegar el momento en que mucha gente tenga más opiniones para denunciar a Seita que a esa viuda. Me parece aterrador".
Dado que la película da poco contexto a la guerra, Takahata temía que un político pudiera afirmar con la misma facilidad que es necesario luchar para evitar tales tragedias. En general, era escéptico de que las representaciones del sufrimiento en obras similares, como Barefoot Gen, en realidad eviten la agresión. El director era, sin embargo, un defensor de la lucha contra la guerra, un firme partidario del Artículo 9 de la Constitución Japonesa, y ha criticado abiertamente la inclinación de Japón por el conformismo, permitiéndole unirse contra otras naciones. Expresó desesperación y ansiedad cada vez que se les dice a los jóvenes que se alineen, un recordatorio de que el país en su esencia no ha cambiado.
A pesar de la reacción emocional del público, Takahata expresó que el propósito de la película no era ser una tragedia o hacer llorar a la gente. Además, se arrepintió de representar a Seita como un niño de esa época porque quería que pareciera un niño contemporáneo que actuaba como si hubiera viajado en el tiempo a esa época. No pretendía que fuera retrospectivo o nostálgico. Quería que el público japonés reconociera los intentos equivocados de Seita de retirarse de la sociedad y la familia. Además, dice que su decisión de mostrar al público que Seita y Setsuko han muerto al principio de la película es para proteger al público de la angustia: "Si un público sabe al principio de la película que los dos eventualmente morirán, están más preparados para ver la película. "Intento aliviar el dolor de la audiencia revelándole todo desde el principio."
Las luciérnagas de la película se representan como símbolos de diversos temas, como los espíritus de los niños perdidos, los incendios que quemaron las ciudades, los soldados japoneses, la maquinaria de guerra y la regeneración de la vida a través de la naturaleza. Okypo Moon afirma en su ensayo "Marketing Nature in Rural Japan", que cientos de luciérnagas fueron capturadas cada noche en las décadas de 1920 y 1930. En las décadas de 1960 y 1970, hubo un cambio para restablecer esta tradición y "ahora hay ochenta y cinco aldeas de luciérnagas (hotaru no sato) registradas en el Ministerio de Medio Ambiente de Japón". La película utiliza luciérnagas para representar visualmente imágenes tanto mortales como hermosas, como bombas incendiarias y kamikazes. Takahata elige utilizar el kanji "fuego" en lugar del carácter normal para la palabra luciérnaga en el título, que se ha interpretado para representar la quema generalizada de casas de madera en Japón. El crítico Dennis H. Fukushima Jr. cree que esta modificación del título tiene como objetivo enfatizar los paralelismos entre la belleza y la devastación, y cita la relación entre las luciérnagas, las bombas incendiarias M-69, los buques de guerra, las luces de la ciudad y los espíritus humanos.
En el libro Imag(in)ing the war in Japan representation and responding to trauma in postwar literature and film, David Stahl y Mark Williams elogian la película por no enfatizar el victimismo japonés para evitar la responsabilidad por las atrocidades de la guerra en la que desempeñaron un papel. Interpretan que el personaje de Seita encarna el trabajo para sanar el trauma histórico y la victimización, porque es su orgullo nacionalista y su egoísmo lo que en última instancia contribuyó a la muerte de su hermana.

## Distribución y acogida mundial
En su estreno en los cines, La tumba de las luciérnagas estuvo acompañada por Mi vecino Totoro de Hayao Miyazaki en un estreno doble. Tanto Isao Takahata como Miyazaki, ambos fundadores del Studio Ghibli querían mostrar "la cara y cruz de la temática que ambas trataban". Mientras que Mi vecino Totoro iba dirigido a un público infantil, La tumba de las luciérnagas iba enfocada a un público adulto. Sin embargo, la aceptación fue desigual. Mi vecino Totoro tuvo un enorme éxito que se vio impulsado por su estrategia de marketing, pero La tumba de las luciérnagas no gozó de la misma acogida debido a su carácter adulto y realista sobre la Segunda Guerra Mundial en Japón.
Incluso así, La tumba de las luciérnagas gozó del respaldo de la crítica tanto a nivel nacional como internacional es considerada una película de culto. El prestigioso crítico de cine, Roger Ebert comentó: "La tumba de las luciérnagas" es una de las películas más impactantes con mensaje antiguerra que haya visto. Al igual que el historiador de animación Ernest Rister que comparó La tumba de las luciérnagas con La lista de Schindler de Steven Spielberg diciendo: "Es la película más profundamente humana que haya visto en mi vida". Tuvo una mención especial en los premios Blue Ribbon en 1989 y obtuvo los premios de Mejor película y de Premios por los Derechos de los Niños en el festival internacional de cine de Chicago dedicado a los derechos de los niños en 1994, unos meses antes de su estreno en Estados Unidos. Al igual, en el año 2010, su director, Isao Takahata fue premiado por su carrera en el Festival de Cine de Animación de Locarno en Suiza gracias a esta película que fue presentada junto a Pompoko y Recuerdos del ayer, ambas de Takahata con el Studio Ghibli.
La película tardó un lustro en ver la luz en Occidente. Fue presentada en el festival de cine de Chicago en 1994 y estrenada en cines en octubre de 1994. Si bien, no fue editada en formato doméstico hasta el año 2003 gracias a Central Park Media que ejerció de distribuidora. A diferencia del resto del catálogo de Studio Ghibli, los derechos de distribución de La tumba de las luciérnagas no pertenecen a Disney, siendo la única película de Ghibli que no es distribuida por Walt Disney Company ni en la que tampoco es una de los productores financieros. Esto es porque La tumba de las luciérnagas no fue producida por Tokuma Shoten (antigua productora de Ghibli que fue sustituida por Disney a partir de La princesa Mononoke) sino por Shinchosha ya que Tokuma Shoten fue la productora de Mi vecino Totoro y no podía producir los dos estrenos debido al coste. Los extras de la película en su distribución en DVD contienen una retrospectiva de Akiyuki Nosaka, escritor de la novela homónima original, entrevista con Nosaka, Isao Takahata y Roger Ebert. En Iberoamérica, la distribuidora mexicana ZIMA, que ha distribuido gran parte del catálogo del Studio Ghibli sacó en enero de 2012, en formato DVD, La tumba de las luciérnagas y anunció que irá sacando el catálogo de Studio Ghibli en formato Blu-ray.
En el resto del mundo la película fue estrenada en la primera década del siglo XXI a excepción de Francia que estrenó la película en junio de 1996. La película gozó de un éxito tanto de la audiencia como de la crítica que consiguió facilitar el estreno de las próximas películas del Studio Ghibli en el país galo. Suiza y Alemania estrenaron la película directamente a DVD en el 2000 dobladas al alemán, la película en Suiza tuvo dos ediciones distintas siendo la edición francófona editada primero (fue editada tanto con doblaje alemán como con doblaje francés). La República Checa la estrenó directamente en DVD en el 2002. En España, aprovechando el éxito en cines de El viaje de Chihiro fue lanzada en DVD en el año 2003 junto al lanzamiento de El viaje de Chihiro en DVD, ambas películas fueron distribuidas por Jonu Media sin embargo los derechos de distribución tanto de El viaje de Chihiro como de La tumba de las luciérnagas quedaron en el aire debido a la no renovación de derechos por parte de Jonu Media aunque, desde diciembre de 2012, Selecta Visión (distribuidoras de películas como Una carta para Momo, Millennium Actress o Akira) es la encargada de distribuir esta última. En Finlandia y Portugal la película fue estrenada en 2009.

## Lanzamiento

### Cine
La película se estrenó el 16 de abril de 1988, más de 20 años después de la publicación del cuento.
El estreno inicial en los cines japoneses estuvo acompañado por la película desenfadada de Hayao Miyazaki Mi vecino Totoro como película doble. Aunque las dos películas estaban dirigidas a los niños y a sus padres, el carácter trágico de La tumba de las luciérnagas desanimó a muchos espectadores. Sin embargo, los productos de Totoro, en particular los peluches de Totoro y Catbus, se vendieron muy bien después de la película y generaron beneficios para la empresa, hasta el punto de estabilizar las siguientes producciones de Studio Ghibli.
La tumba de las luciérnagas es el único largometraje teatral de Studio Ghibli anterior a La colina de las amapolas para el que Disney nunca tuvo derechos de distribución en Norteamérica, ya que no fue producido por Ghibli para la empresa matriz Tokuma Shoten, sino para Shinchosha, el editor de la historia corta original (aunque Disney tiene los derechos de distribución de vídeo doméstico japonés por sí misma, sustituyendo así al distribuidor de vídeo doméstico japonés original de la película, Bandai Visual).  Fue una de las últimas películas de Studio Ghibli estrenadas en inglés por GKIDS.

### Medios domésticos y streaming
La tumba de las luciérnagas fue editada en Japón en VHS por Buena Vista Home Entertainment bajo la colección Ghibli ga Ippai el 7 de agosto de 1998. El 29 de julio de 2005, se distribuyó una versión en DVD a través de Warner Home Video. Walt Disney Studios Japan publicó la edición completa para coleccionistas en DVD el 6 de agosto de 2008. WDSJ lanzó la película en Blu-ray dos veces el 18 de julio de 2012: una como lanzamiento único, y otra en un set de dos películas con Mi vecino Totoro (aunque Disney nunca ha poseído los derechos norteamericanos, sólo los japoneses).
Fue lanzada en VHS en Norteamérica por Central Park Media en forma subtitulada el 2 de junio de 1993. Más tarde, lanzaron la película doblada al inglés en VHS el 1 de septiembre de 1998 (el día en que Disney estrenó Kiki's Delivery Service) y un DVD para todas las regiones (que también incluía el original japonés con subtítulos en inglés) el 7 de octubre de 1998. El 8 de octubre de 2002, se editó un DVD con dos discos, que incluía de nuevo el doblaje en inglés y el original japonés con subtítulos en inglés, así como los guiones gráficos de la película. El segundo disco contenía una retrospectiva sobre el autor del libro original, una entrevista con el director y una entrevista con el crítico Roger Ebert, que consideraba que la película era una de las mejores de todos los tiempos. Central Park Media la editó por última vez el 7 de diciembre de 2004. Tras la quiebra y liquidación de Central Park Media en mayo de 2009, ADV Films adquirió los derechos y la reeditó en DVD el 7 de julio de 2009. Tras el cierre y cambio de marca de ADV el 1 de septiembre de 2009, su sucesora, Sentai Filmworks, rescató la película y lanzó un DVD remasterizado el 6 de marzo de 2012, y planeaba lanzar la película en puntos de venta digitales. El 20 de noviembre de 2012 salió a la venta una edición Blu-ray con un nuevo doblaje al inglés producido por Seraphim Digital.
StudioCanal lanzó un Blu-ray en el Reino Unido el 1 de julio de 2013, seguido de Kiki's Delivery Service en el mismo formato. Fue la décima película en lengua extranjera más vendida en el Reino Unido en vídeo doméstico en 2019 (por debajo de otras siete películas japonesas, incluidas seis películas de anime de Hayao Miyazaki). Madman Entertainment estrenó la película en Australia y Nueva Zelanda.
El 16 de septiembre de 2024, la película comenzó a emitirse en exclusiva en Netflix en más de 190 países, excluyendo Japón, como parte de los esfuerzos en curso para ampliar la extensa línea de la plataforma de los mejores animes de Japón.

## Recepción
La película tuvo un éxito modesto en la taquilla japonesa, donde recaudó 1.700 millones de yenes. Como parte del Studio Ghibli Fest 2018, la película tuvo un estreno limitado en cines en Estados Unidos, recaudando 516.962 dólares.
El lanzamiento en vídeo doméstico Ghibli ga Ippai Collection de La tumba de las luciérnagas vendió 400 000 copias en Japón. A un precio de al menos 4,935 de yenes, esto equivale al menos a 1.974 mil millones de yenes en ingresos por ventas.
La película recibió elogios universales de la crítica. El sitio web agregador de críticas de películas Rotten Tomatoes informó de un 100% de aprobación basado en 46 críticas con una calificación media de 9,30/10. El consenso crítico del sitio web dice: «Una película antibelicista dolorosamente triste, La tumba de las luciérnagas es una de las obras más profundamente bellas e inquietantes de Studio Ghibli.« Metacritic asignó a la película una puntuación de 94 sobre 100 basada en 16 críticas, lo que indica una «aclamación universal».
Roger Ebert del Chicago Sun-Times la consideró una de las mejores y más impactantes películas bélicas y, en 2000, la incluyó en su lista de grandes películas.
El cineasta Akira Kurosawa elogió la película y la consideró su producción favorita de Ghibli. Escribió una carta de alabanza a Hayao Miyazaki, creyendo erróneamente que había dirigido La tumba de las luciérnagas. El propio Miyazaki elogió la película como obra maestra de Takahata, pero criticó a Seita por no comportarse como él cree que debe comportarse el hijo de un teniente de la marina.
La película ocupó el puesto número 12 en la lista de las 50 mejores películas de animación de Total Film. También ocupó el puesto número 10 en la lista de Time Out «Las 50 mejores películas de la Segunda Guerra Mundial». La revista Empire clasificó la película en el número 6 de su lista de «Las 10 mejores películas deprimentes». La película ocupó el puesto número 19 en la revista Wizard's Anime en su «Top 50 de animes estrenados en Norteamérica». The Daily Star, situando la película en el 4º puesto de su lista de mejores adaptaciones de cuentos, escribió que «Hay mucho y poco que decir sobre la película. Es simplemente una experiencia: un viaje a través de los solitarios barrios de la humanidad que el mundo colectivamente miró, y sigue mirando, hacia otro lado». Theron Martin de Anime News Network dijo que, en términos del doblaje original de U.S. Manga Corps, mientras que las otras voces eran «perfectamente aceptables», «Setsuko no suena del todo convincente como una niña de cuatro años en inglés. Desgraciadamente, eso es muy negativo, ya que buena parte del patetismo que transmite la película depende, al menos en parte, de esa interpretación».
El 25 de diciembre de 2016, Toei Company hizo una publicación en X que decía "¿Por qué Kiriya tuvo que morir tan pronto? « (なんできりやすぐ死んでしまうん Nande Kiriya sugu shinde shimaun??) con el fin de promocionar un episodio de Kamen Rider Ex-Aid. El hashtag se hizo popular, pero Toei borró el tuit tras recibir quejas de que hacer referencia a la línea de La tumba de las luciérnagas «¿Por qué las luciérnagas mueren tan pronto?» (なんで蛍すぐ死んでしまうん Nande hotaru sugu shinde shimaun?) era de mal gusto. Antes de eso, los lectores de la web de rankings Goo votaron el final de la película como el número 1 más miserable de todas las películas de anime.
En junio de 2018, USA Today la situó en el puesto 1 de las 100 mejores películas de animación de todos los tiempos.
El director y crítico de cine Haruo Mizuno reseñó La tumba de las luciérnagas en su popular serie de televisión. Elogió la película por la imagen honorífica de los soldados de Japón a través de la representación de las luciérnagas, y la conmovedora descripción de una experiencia desgarradora que habían vivido muchos japoneses.
Tras ver las reacciones del público después de una proyección de la película en el Festival Pour éveiller les regards, Jean-Jacques Varret, responsable de Les Films du Paradoxe, supo que tenía que distribuirla en Francia. Se estrenó en dos salas de arte y ensayo parisinas y la reacción fue modesta. Sin embargo, tras el estreno, Les Films du Paradoxe optaron por lanzar la película en cintas de vídeo y en el servicio de streaming Canal+.

### Reacción del público
Tras el estreno internacional, se ha observado que distintos públicos han interpretado la película de forma diferente debido a las diferencias culturales. Por ejemplo, cuando la película fue vista por un público japonés, la decisión de Seita de no volver con su tía fue vista como una decisión comprensible, porque se entendía que Seita había sido educado para valorar el orgullo por sí mismo y por su país. Por el contrario, el público estadounidense y australiano eran más propensos a percibir la decisión como imprudente.

## Adaptaciones cinematográficas en imagen real
La película animada tuvo dos adaptaciones cinematográficas japonesas rodadas en imagen real, con el mismo título. La primera fue producida por la NTV para la televisión japonesa en 2005, en conmemoración del 60.º aniversario del final de la Segunda Guerra Mundial. Tiene 148 minutos de duración, y fue dirigida por Tôya Satô.
La otra adaptación en imagen real fue la película estrenada en 2008 y dirigida por Taro Hyugaji.

## Voces
| Personaje                | Seiyū             | Actores de voz        | Actores de voz    | Actores de voz    |
| ------------------------ | ----------------- | --------------------- | ----------------- | ----------------- |
| Seita                    | Tsutomo Tatsumi   | Albert Trifol Segarra | Hugo Rodríguez    | J. Robert Spencer |
| Setsuko                  | Ayano Shiraishi   | Nuria Trifol          | Azucena Martínez  | Rhoda Chrosite    |
| Tía de Seita y Setsuko   | Akemi Yamaguchi   | Azucena Díaz          | Magdalena Leonel  | Amy Jones         |
| Madre de Seita y Setsuko | Yoshiko Shinohara | María Rosa Guillén    | Adriana Rodríguez | Veronica Taylor   |
| Médico                   | Hiroshi Kawaguchi | Antonio Pujós         | Carlos Becerril   | Dan Green         |

## Premios
| Año  | Premio                                         | Categoría                            | Galardonado   | Resultado |
| ---- | ---------------------------------------------- | ------------------------------------ | ------------- | --------- |
| 1989 | Blue Ribbon Awards                             | Blue Ribbon Awards for Special Award | Isao Takahata |           |
| 1994 | Chicago International Children's Film Festival | Animation Jury Award                 | Isao Takahata |           |
| 1994 | Chicago International Children's Film Festival | Rights of the Child Award            | Isao Takahata |           |